# Liu Ying
Liu Ying (11 de junho de 1974) é uma ex-futebolista chinesa, medalhista olímpica.

## Carreira
Liu Ying integrou o elenco da Seleção Chinesa de Futebol Feminino, nas Olimpíadas de 1996, que ficou em segundo lugar. 